# Esther Valentine
Esther Valentine is een personage uit de soapserie The Young and the Restless. Ze wordt sinds 1985 gespeeld door Kate Linder en heeft weinig eigen verhaallijn.

## Personagebeschrijving
Esther is de huishoudster van Katherine Chancellor. Ze is een getrainde mentor voor mensen met een alcoholprobleem, een probleem waar haar bazin Katherine mee kampt. Na een onenightstand met loodgieter Tiny kreeg ze haar dochter Kate Valentine. Kate zelf is niet meer in de serie te zien en soms wordt er naar haar verwezen door te zeggen dat ze op een kostschool zit.
Esther was indirect verantwoordelijk voor de dood van Katherines echtgenoot Rex Sterling. In 1994 reageerde Esther op een contactadvertentie en leerde zo Norman Peterson kennen. Om indruk te maken deed ze zich voor als de dame des huizes en speelden Katherine en Rex dat ze haar dienaars waren. Norman wilde opgenomen worden in het testament van Esther, waardoor Katherine en Rex argwaan kregen. Ze regelden een opgezette bruiloft. Rex betrapte Norman toen die in de kluis probeerde in te breken, hierop schoot Norman Rex neer en Rex overleed. Katherine bleef alleen achter, maar kon het Esther vergeven.